# Stephan Münchmeyer
Stephan Münchmeyer, né le 11 janvier 1980 à Suhl, est un spécialiste allemand du combiné nordique.

## Carrière
Il débute en Coupe du monde en décembre 2001 à Oberwiesenthal, et obtient trois tops 20 pour sa première saison dans l'élite. Il ne réédite pas ces performances les années suivantes, mais remporte tout de même le classement général de la Coupe du monde B en 2005. Il termine sa carrière en 2006.

## Résultats

### Coupe du monde
- Meilleur classement général : 39e en 2002.
- Meilleur résultat individuel : 16e.

#### Différents classements en Coupe du monde
| Année     | Classement général final |
| 2001-2002 | 39e                      |
| 2003-2004 | 47e                      |
| 2004-2005 | 42e                      |
| 2005-2006 | 43e                      |

### Coupe du monde B
- Vainqueur de l'édition 2005
- 13 podiums individuels dont 3 victoires.